# Кассационное производство
Кассационное производство, также кассация (лат. cassatio «отмена, уничтожение») — процессуальная деятельность в праве, выражающаяся в проверке вышестоящими судами законности постановлений суда, вступивших в законную силу. В России осуществляется в соответствии с уголовным процессуальным, гражданским процессуальным, арбитражным процессуальным кодексами и кодексом административного судопроизводства Российской Федерации.
Современная кассация зародилась во Франции и здесь получила своё наиболее законченное развитие. В XVI веке существует уже специальная жалоба Королевскому совету на contrariétés et nullités (противоречивость и недействительность, ничтожность) судебных решений. По ордонансу 1667 года кассация определяется как порядок отмены решений, нарушающих ордонансы и эдикты. Право кассации было атрибутом королевской власти и составляло функцию отделения Королевского совета (conseil des parties).
Для обжалования судебного акта в кассационном порядке лицо, участвующее в деле, должно подать кассационную жалобу или кассационное представление, если инициатор обжалования прокурор.

## Российское кассационное производство

### В уголовном процессе
В кассационном порядке рассматриваются жалобы и представления на вступившие в законную силу решения судов первой и апелляционной инстанций. Правом на подачу кассационной жалобы обладают осуждённый, оправданный, их защитники и законные представители, государственный обвинитель или вышестоящий прокурор, потерпевший и его представитель. Также в части гражданского иска правом на подачу жалобы обладают гражданский истец и его представитель.
Кассационные жалобы и представления рассматриваются кассационным судом общей юрисдикции или Судебной коллегией по уголовным делам Верховного Суда Российской Федерации, в зависимости от того, кем было принято обжалуемое судебное решение. В системе военного уголовного судопроизводства применяется особый порядок кассационного производства.
Жалоба на приговор ранее подавалась в течение года после провозглашения приговора, а содержащимся под стражей — в тот же срок с момента вручения копии приговора. Кассационные жалоба, представление, подлежащие рассмотрению в порядке могут быть поданы в течение шести месяцев со дня вступления в законную силу приговора или иного итогового судебного решения, а для осужденного, содержащегося под стражей, — в тот же срок со дня вручения ему копии такого судебного решения, вступившего в законную силу.
В ходе кассационного производства вышестоящий суд проверяет законность приговора и иного судебного решения. Суд, пересматривающий дело в кассационном порядке, обнаружив:
- существенные нарушения уголовного закона;
- существенные нарушения уголовно-процессуального закона;
- данные, свидетельствующие о несоблюдении лицом условий и невыполнении им обязательств, предусмотренных досудебным соглашением о сотрудничестве

вправе отменить приговор, с последующим прекращением дела или направлением дела на новое рассмотрение или изменить приговор. Также суд вправе оставить судебное решение без изменения, а жалобу — без удовлетворения.

### В гражданском процессе
В российском гражданском процессе кассационная инстанция является третьей инстанцией (после судов, рассматривающих дело в первой инстанции, и апелляционной инстанции. Обе эти ступени правосудия рассматривают дело по существу). В кассационном порядке рассматриваются жалобы и представления на любые вступившие в законную силу постановления любых судов, кроме постановлений Верховного Суда Российской Федерации.
Для подачи кассационной жалобы (представления) у лица, участвующего в деле, есть 3 месяца с момента вступления в силу обжалуемого постановления.
Основаниями для отмены или изменения судебных постановлений в кассационном порядке являются существенные нарушения норм материального права или норм процессуального права, которые повлияли на исход дела и без устранения которых невозможны восстановление и защита нарушенных прав, свобод и законных интересов, а также защита охраняемых законом публичных интересов.
Современные цивилисты-практики не возлагают больших надежд на данную инстанцию, но надеются на исправление ситуации. Кассационная инстанция фактически новая, как и орган, в котором она рассматривается — кассационный суд.

### В арбитражном процессе
По общему правилу, в кассационном порядке рассматриваются жалобы вступивших в законную силу решений судов первой инстанции, при условии, если они были обжалованы и рассмотрены в арбитражном апелляционном суде, а также на постановления арбитражных апелляционных судов. Правом на подачу кассационной жалобы обладают стороны, иные лица, участвующие в деле, и лица, не привлеченные к участию в деле, если вынесенным решением или постановлением был решен вопрос об их правах и обязанностях.
Кассационные жалобы рассматриваются арбитражными судами арбитражных округов.
Кассационные жалобы подаются в течение 2 месяцев со дня вступления решения суда в законную силу.
Арбитражный суд кассационной инстанции проверяет законность решений, постановлений, принятых арбитражным судом первой и апелляционной инстанций, устанавливая правильность применения норм материального права и норм процессуального права при рассмотрении дела и принятии обжалуемого судебного акта и исходя из доводов, содержащихся в кассационной жалобе и возражениях относительно жалобы; проверяет, соответствуют ли выводы арбитражного суда первой и апелляционной инстанций о применении нормы права установленным ими по делу обстоятельствам и имеющимся в деле доказательствам. Суд также, вне зависимости от доводов, проверяет соблюдение норм процессуального права при принятии обжалуемых решений.
Суд, пересматривающий дело в кассационном порядке, обнаружив:
- несоответствие выводов суда, содержащихся в решении, постановлении, фактическим обстоятельствам дела, установленным арбитражным судом первой и апелляционной инстанций и имеющимся в деле доказательствам;
- нарушение либо неправильное применение норм материального права;
- нарушение либо неправильное применение норм процессуального права;

вправе отменить решение, с последующим прекращением дела, оставлением его без рассмотрения или направлением дела на новое рассмотрение (причём в отдельных случаях, в другой суд) или изменить или отменить решение суда, без направления его на новое рассмотрение. Также суд вправе оставить судебное решение без изменения, а жалобу — без удовлетворения.